# Earias pudicana
Earias pudicana är en fjärilsart som beskrevs av Otto Staudinger 1887. Earias pudicana ingår i släktet Earias och familjen trågspinnare. Inga underarter finns listade i Catalogue of Life.